# Aspetti psichici nell'opera di Michelangelo

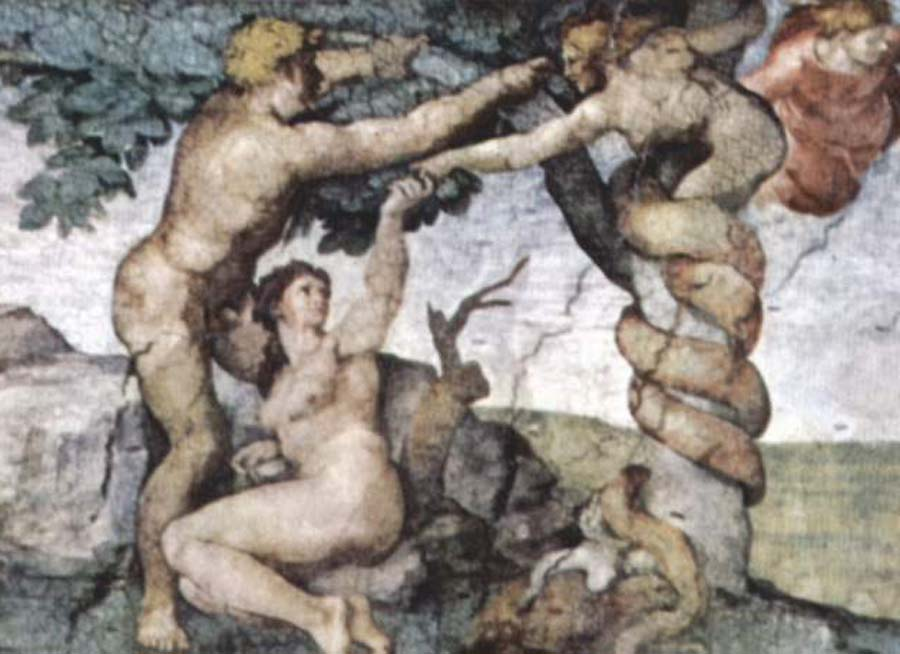
Adamo ed Eva particolare nella volta della Cappella Sistina.

Il "caso" Michelangelo per quanto riguarda il retroterra psichico di un artista è stato affrontato in diversi periodi e da diversi autori anche a causa dell'importanza dell'opera dello scultore. I problemi relativi all'omosessualità e al vandalismo vengono correlati al vissuto personale di Michelangelo ed alle situazioni mentali derivanti nonché al loro processo di sublimazione artistica nello specifico della scultura. Nella raffigurazione del "Peccato originale", qui a destra, che rappresenta la stessa sensualissima Eva, si può notare una muscolatura decisamente mascolina rapportabile alle figure dei cosiddetti Prigioni, donne belle e possenti sono spesso rappresentate da Michelangelo a conforto di alcune ipotesi di Graziella Magherini.

## I rapporti di Michelangelo con Tommaso de' Cavalieri e Vittoria Colonna

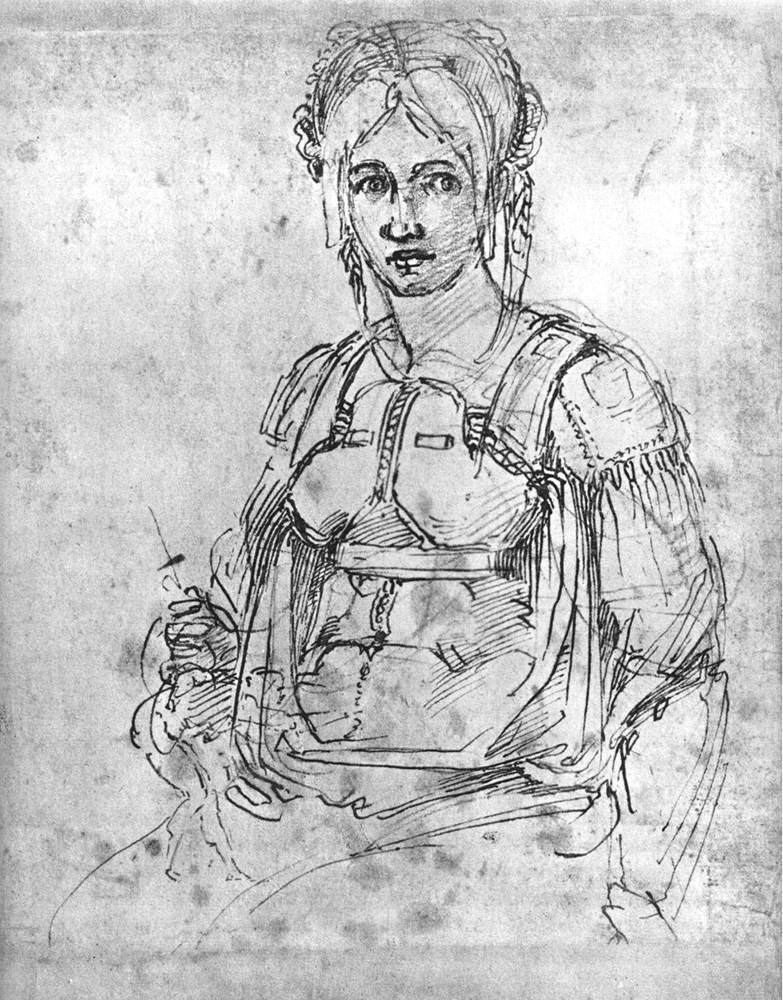
Vittoria Colonna, disegno di Michelangelo

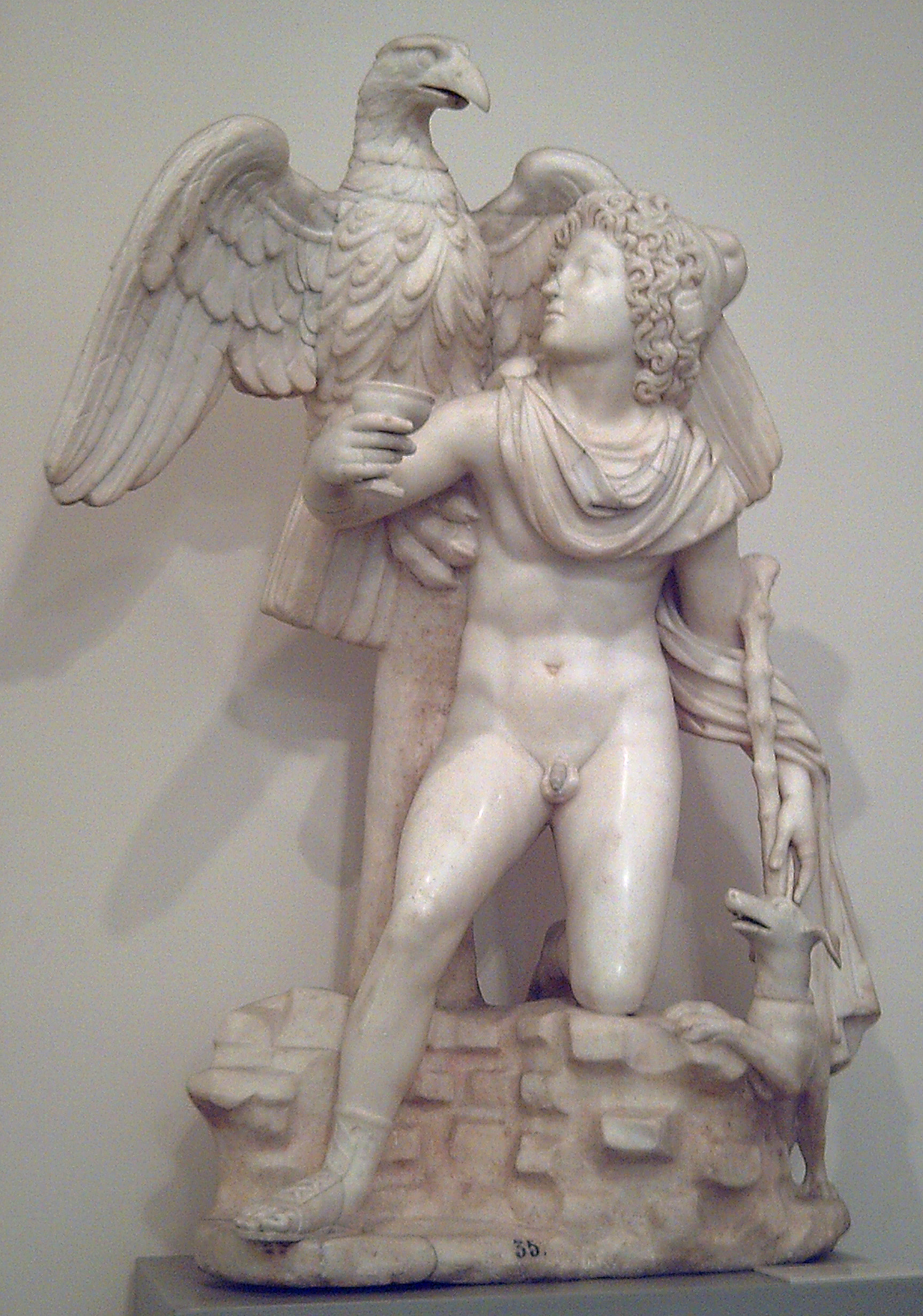
Ganimede

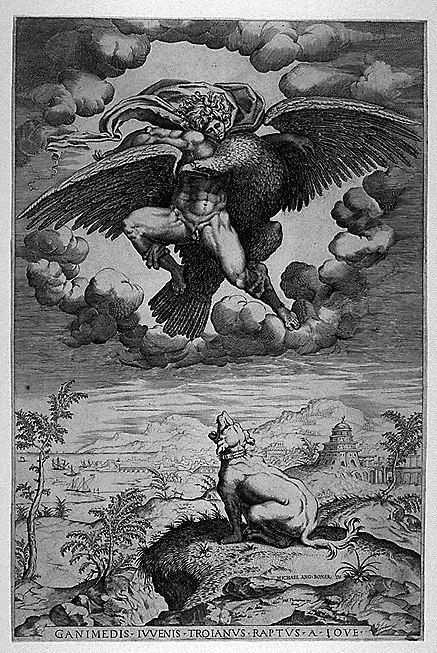
Incisione del ratto di Ganimede tratta dall'omonimo disegno di Michelangelo Buonarroti.

I lavori di Michelangelo riferibili ai succitati Tommaso de' Cavalieri e Vittoria Colonna sono la Punizione di Tizio, il Ratto di Ganimede, il Cristo Crocifisso con la Vergine e San Giovanni, e la Pietà Rondanini, ultimo lavoro di Michelangelo ed anello di congiunzione per lo studio sul problema del vandalismo e creatività affrontato dalla stessa Simona Argentieri. Luca Trabucco, riferito nello specifico, ad Edvard Munch:
Sintetizza il problema che si evince da entrambi i lavori di Magherini ed Argentieri, ovvero l'uso dell'arte per il tentativo di rielaborazione del dolore sentito, ma non sofferto, in un momento molto posteriore all'accadimento del fatto causante, ovvero quando l'artista ha, o pensa di avere più o meno inconsciamente, gli strumenti per soffrire il dolore senza rimanerne annichilito. In generale vale per altri artisti dal vissuto travagliato.
I due lavori succitati della Argentieri e Magherini, nonché quanto esplicitato da Trabucco nel saggio su Edvard Munch, correlano aspetti della vita dello scultore interpretati in modi diversi da quelli usati dagli storici e dai critici d'arte in senso stretto, ma integrabili col lavoro di questi ultimi.
Prendiamo in considerazione quello della supposta omosessualità. La Magherini si riferisce ad alcuni lavori di Michelangelo collegandoli a spinte omosessuali:

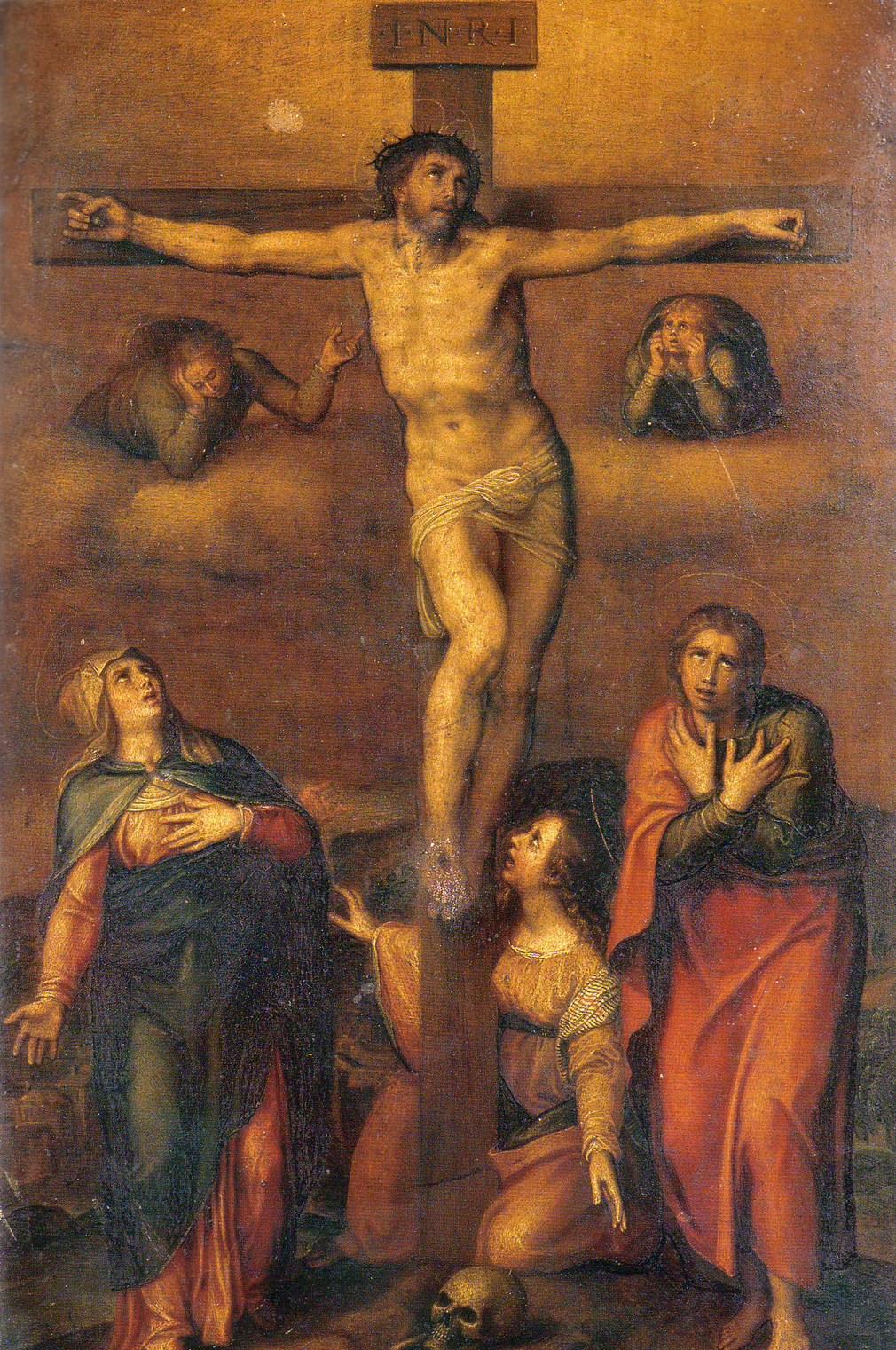
Copia della Crocifissione di Michelangelo nella Cattedrale di Logroño, in Spagna.

Nello specifico e Il Ratto di Ganimede riferiti all'amicizia con Tommaso dei Cavalieri, mentre riferite a Vittoria Colonna, il Cristo Crocifisso con la Vergine e San Giovanni e una Pietà. Vittoria Colonna, donna di carattere forte (e di non spiacevole aspetto) costituì: 
Quando secondo l'Argentieri terminò il momento narcisitico "eroico":
Di tale periodo la Pietà di San Pietro è ritenuta, dall'Argentieri stessa, il più alto esempio, e tornando al lavoro della Magherini si evince che Vittoria Colonna fu un buon succedaneo di figura materna (Oggetto d'Amore Primario).
Sulla omosessualità reale permangono forti dubbi, visto anche il carattere di Michelangelo, suffragati da altri casi di grandi artisti in cui l'interpretazione in qualche maniera di una "donna" altro non era un succedaneo, quanto si voglia distante nella realtà, della mancanza di una figura femminile accanto all'artista. La Magherini specifica:
Verrebbero quindi confutate le considerazioni, perfettamente impostate sotto il profilo storico-ambientale, di Giovanni Dall'Orto:

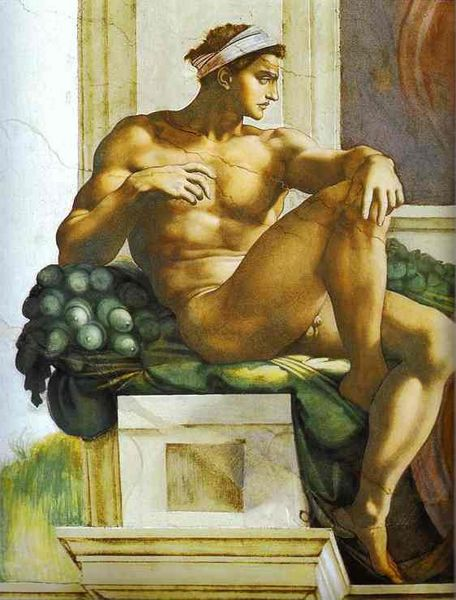
Cappella Sistina
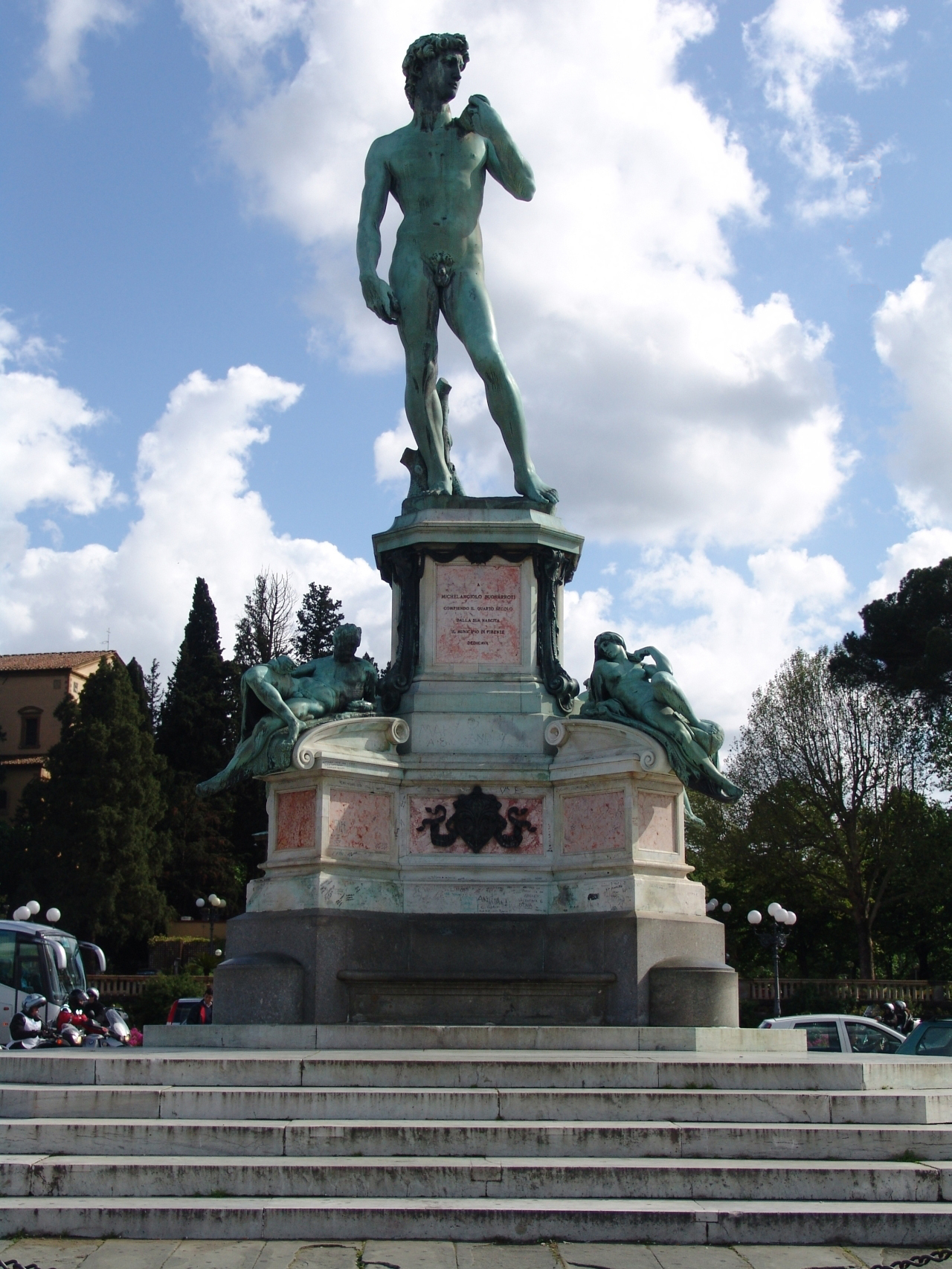
David
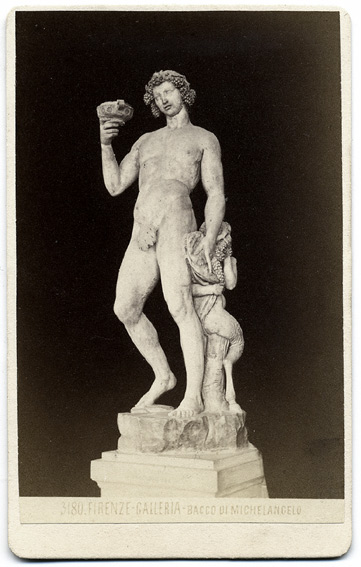
Bacco

Tornando quindi a Simona Argentieri:
Dall'opera di Simona Argentieri si evince che le rappresentazioni artistiche fatte da Michelangelo nulla possono aver a che vedere con la sua vita reale, contraddicendo nella sostanza anche Sigmund Freud in una lettera del 1935, citato dallo psicoanalista Jack Drescher che cita tout court Michelangelo fra gli omosessuali famosi.

## L'evoluzione delle Pietà ed il retroterra psichico correlato

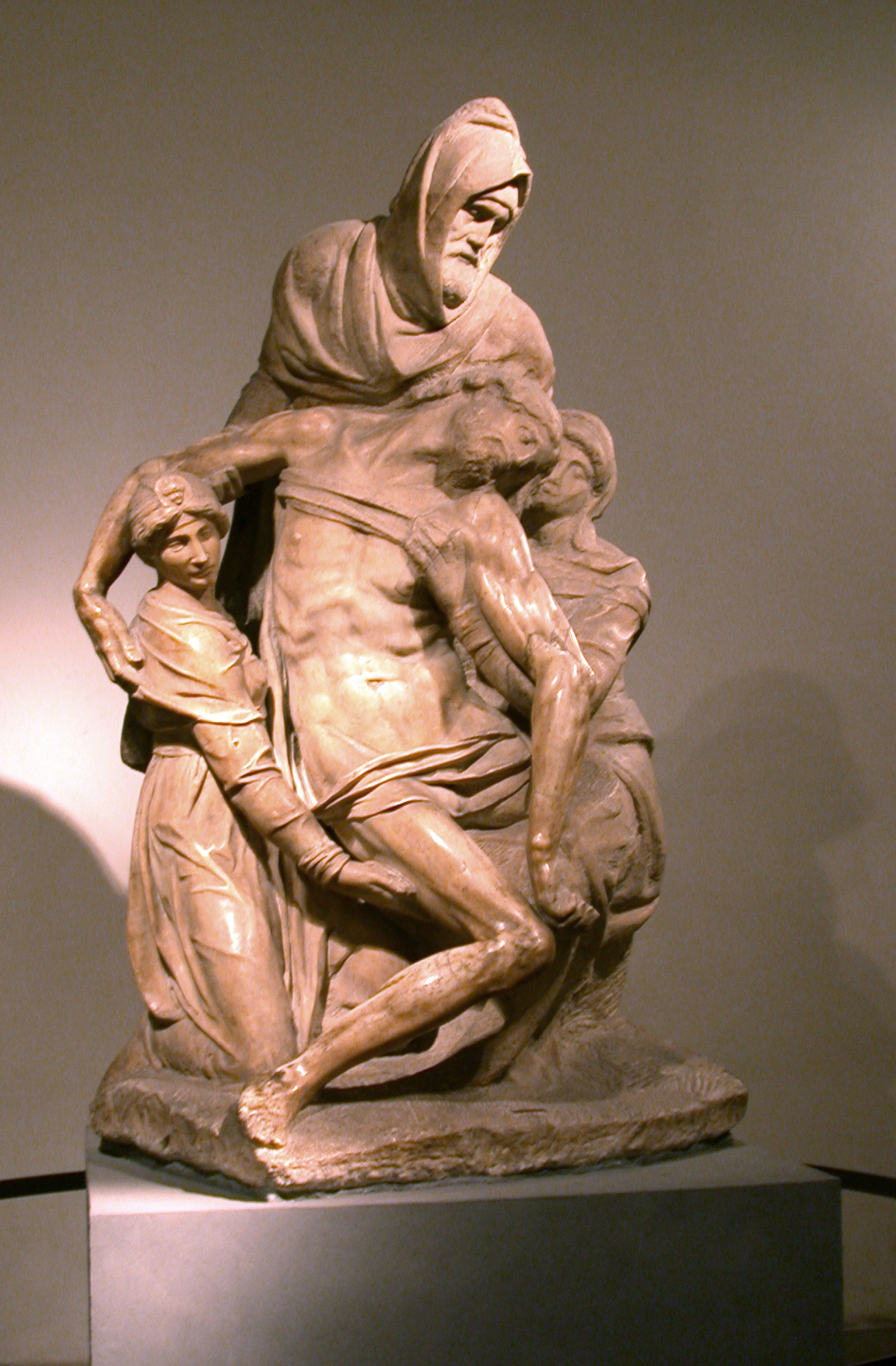
Pietà Bandini
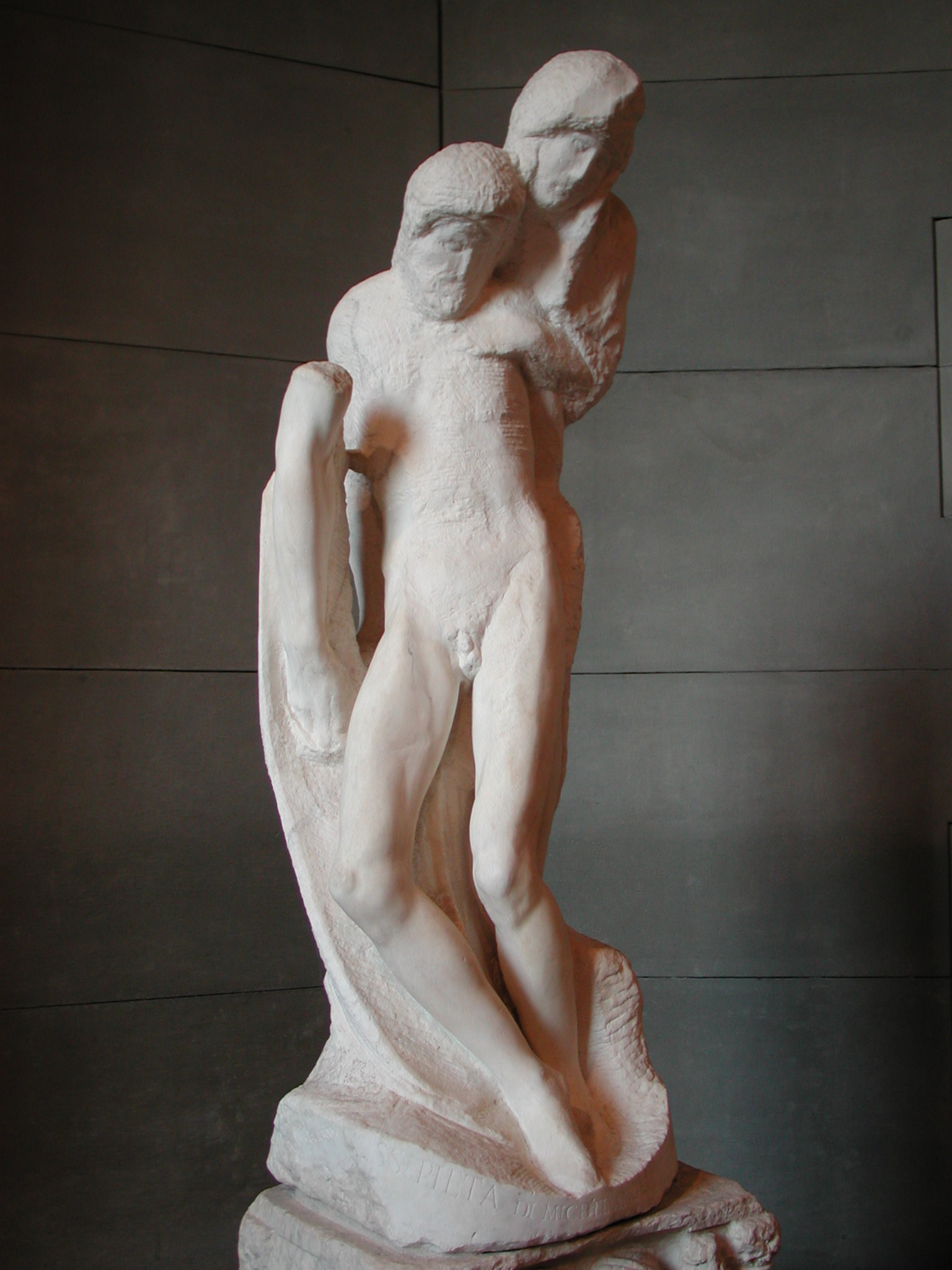
Pietà Rondanini
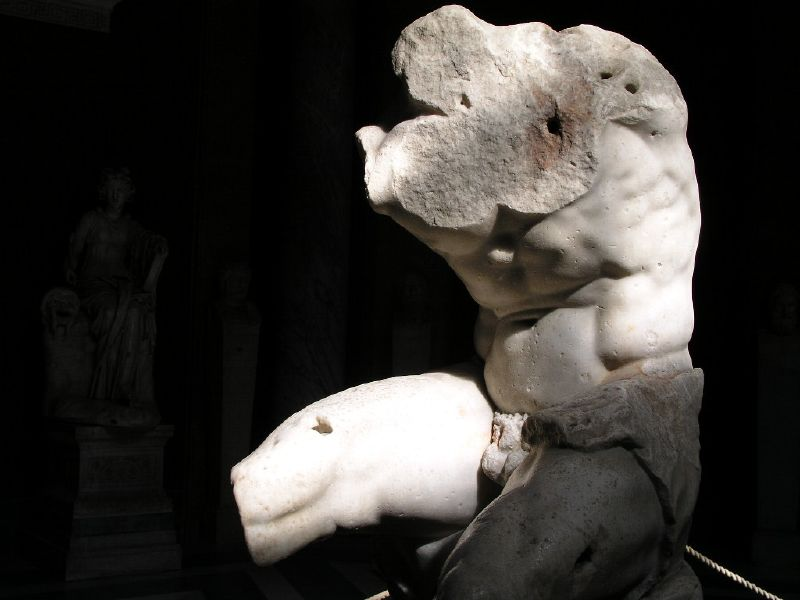
Torso Belvedere

Il torso Belvedere, ovvero Aiace Telamonio, fu una delle matrici di ispirazione di Michelangelo. Se ne nota ancora l'influsso, per la potenza plastica, nella Pietà del Museo dell'Opera del Duomo di Firenze anche se ormai è passato il periodo dei prigioni e/o delle Cappelle medicee in cui l'influsso del "torso Belvedere" è ancor più evidente.
Dal saggio di Simona Argentieri, nella parte inerente allo sviluppo delle pietà di Michelangelo:
L'opera attaccata dal vandalo o creata dall'artista, oltre ad aver basi comuni a livello di azione fisica può essere anche una sintesi fra azione di distruttività e creatività per l'artista. Simona Argentieri focalizza l'attenzione sulla Pietà Rondanini nella quale vi sono collegamenti simbolici a ricordi molto antichi della mente, difficilmente recuperabili in modo cosciente, sia in senso distruttivo che riparatorio, che in entrambi i sensi frammisti.
Tali collegamenti e ricordi, essendo indissolubilmente legati fra di loro, sono talvolta difficilmente recuperabili ed anche attualmente con tecniche psicoanalitiche del profondo, dal punto di vista terapeutico. L'Argentieri si occupa nel saggio più specificatamente di vandalismo e creatività attraverso le Pietà, mettendo a confronto l'evoluzione mentale del Maestro con il sostrato psichico che portò un attacco quasi vandalico da parte di quest'ultimo alla Pietà di Santa Maria del Fiore ed ancor maggiormente alla statua da cui estrasse la Pietà Rondanini. Quanto dice l'Argentieri è legato al lavoro un'altra psicoanalista: Graziella Magherini, autrice fra l'altro della sindrome di Stendhal. Nel suo studio ella fa un escursus del vissuto di Michelangelo che poi permetterà l'aggancio con le tesi dell'Argentieri.
ed ancora molto chiarificatore

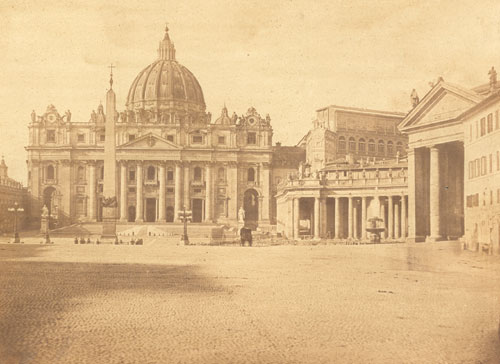
Piazza San Pietro di Tommaso Cuccioni.

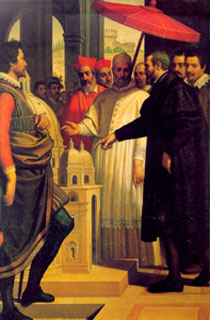
Michelangelo consegna a Paolo IV modellino di San Pietro.

La Magherini fa un tracciato della lunghissima vita di Michelangelo, dal baliatico all'ambiguità di aver due "madri", la balia e la madre naturale. La balia è la sorella di uno scalpellino che diverrà scultore provetto, inizia l'interesse di Michelangelo per il marmo e la scultura, ma soprattutto per la pietra che contiene la scultura. Muore la madre naturale, Michelangelo torna a casa, i rapporti col padre son difficilissimi: quest'ultimo giudica gli scultori come manovali, solo l'intervento di Lorenzo De Medici permette al giovane di proseguire il suo lavoro nella scultura.
È il momento eroico in cui Michelangelo pensa, ovvero meglio dire avverte la sensazione, di poter risolvere i suoi conflitti interni con la bellezza del suo lavoro (La Pietà di San Pietro).
L'Argentieri basa parte del suo lavoro sulle ricerche inerenti alle Pietà Michelangiolesche portate aventi da Antonio Paolucci, al tempo sovrintendente alle Belle Arti di Firenze.
C'è una forte coincidenza fra quello detto dalla Magherini:
 e quello asserito dalla Argentieri, la Magherini focalizza sulla pietà dell'opera del duomo (Pietà di S. Maria del Fiore) in cui individua una identificazione non da parte di Michelangelo non solo nella figura di Nicodemo ma nel Cristo e nella Madonna. Gli arti della Madonna "sottentrano" al corpo del Cristo quasi facendone un'un'unica figura, cosa che poi sarà ripresa con ben più evidenza e ridotta all'essenza nella Pietà Rondanini.
Quindi per quanto riguarda il correlato erotico, o supposto tale, in certi lavori di particolari artisti uno scultore contemporaneo esprime un suo punto di vista in siffatto modo